# Boriwske
Boriwske (ukrainisch Борівське; russisch Боровское/Borowskoje) ist eine Siedlung städtischen Typs im Westen der ukrainischen Oblast Luhansk mit etwa 5900 Einwohnern.

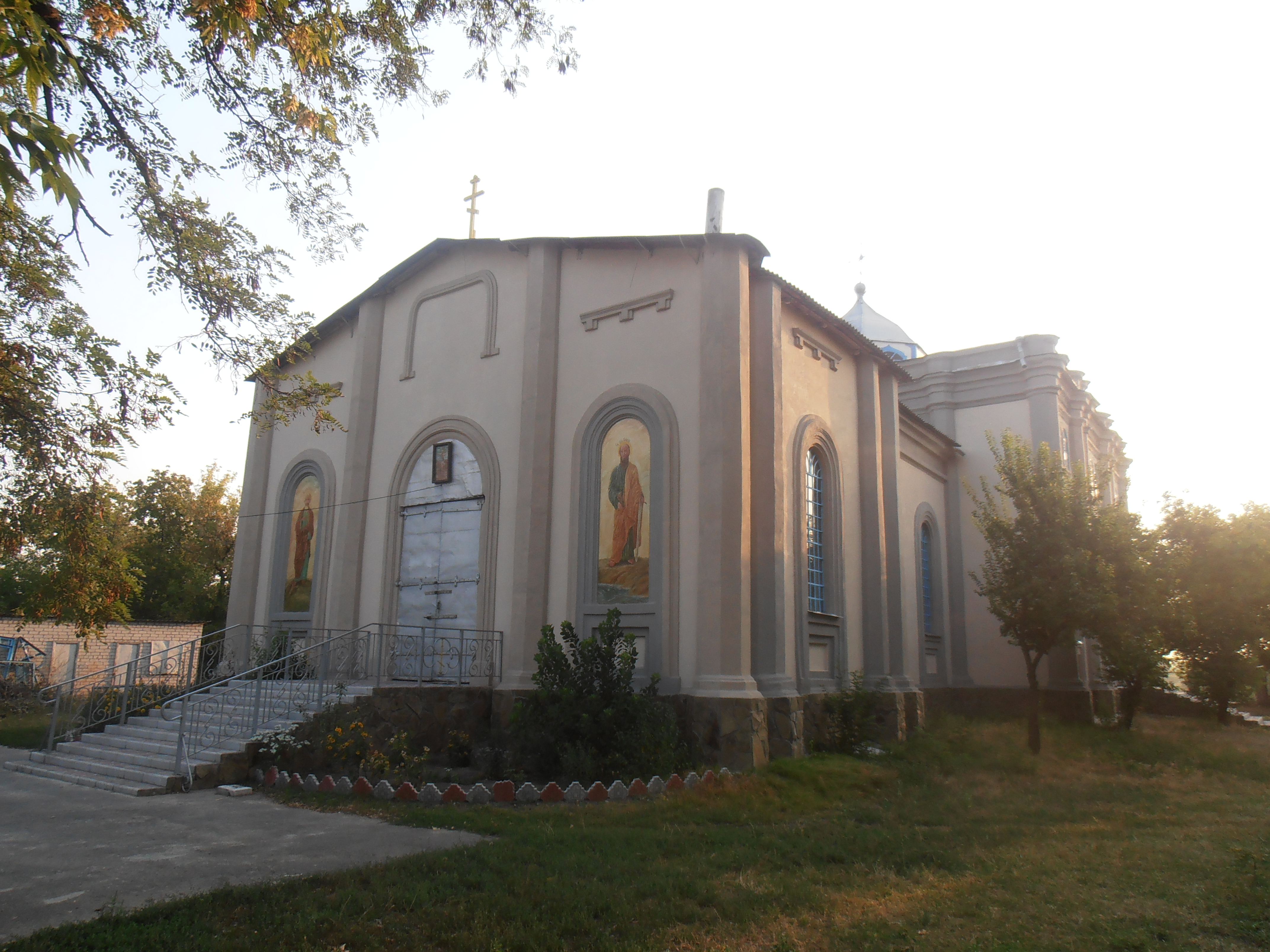
Kirche im Ort

Die Oblasthauptstadt Luhansk befindet sich 63 Kilometer östlich des Ortes, südwestlich des Ortsgebietes verläuft der Siwerskyj Donez.
Boriwske wurde 1640 zum ersten Mal schriftlich erwähnt und wurde 1938 zu einer Siedlung städtischen Typ erhoben. Ab 1992 gehört der Ort zum Stadtkreis von Sjewjerodonezk, vorher war er ein Teil des Rajons Popasna bzw. bis 1977 dem Rajon Lyssytschansk.
Am 12. Juni 2020 wurde die Siedlung ein Teil der neugegründeten Stadtgemeinde Sjewjerodonezk (11 Kilometer nordwestlich gelegen), bis dahin bildete sie zusammen mit den Dörfern Bobrowe (Боброве) und Oskoloniwka (Осколонівка) die gleichnamige Siedlungsratsgemeinde Boriwske (Борівська селищна рада/Boriwska selyschtschna rada) welche wiederum ein Teil der Stadtratsgemeinde Sjewjerodonezk war die direkt unter Oblastverwaltung stand und im Norden des ihn umschließenden Rajons Popasna lag.
Seit dem 17. Juli 2020 ist sie ein Teil des Rajons Sjewjerodonezk.